# KB Tochmash
Viện thiết kế vũ khí chính xác mang tên A. E. Nudelman (Precision Engineering Design Bureau named after A. E. Nudelman) (tiếng Nga: Конструкторское бюро точного машиностроения им. А. Э. Нудельмана, đã Latinh hoá: Konstruktorskoye Byuro Tochnogo Mashinostroeniya im. A. E. Nudelmana), hay "KB Tochmash" (tiếng Nga: КБ Точмаш, đã Latinh hoá: KB Tochmash), là viện thiết kế tên lửa đặt tại Moskva. Viện được thành lập vào năm 1934 với danh xưng OKB-16 đứng đầu là Yakov Taubin, tuy nhiên sau khi ông bị bắt và xử tử, Alexander Nudelman đã thay thế ông, và đứng đầu viện cho tới năm 1987.

## Các sản phẩm
KB Tochmash đã thiết kế nhiều hệ thống vũ khí gồm:
Hệ thống pháo tự động hàng không
- Nudelman-Suranov NS-37
- Nudelman-Suranov NS-23
- Nudelman-Suranov NS-45
- Nudelman N-37
- Nudelman-Rikhter NR-23
- Nudelman-Rikhter NR-30
- Rikhter R-23
- Nudelman-Nemenov NN-30
- AGS-17

Tên lửa không điều khiển
- S-5
- S-8
- S-25

Tên lửa chống tăng
- 3M11 Falanga
- 9K112 Kobra

Hệ thống tên lửa phòng không
- Hệ thống tên lửa phòng không tự hành bánh lốp SA-9 / 9K31 Strela-1,
- Hệ thống tên lửa phòng không tự hành bánh xích SA-13 / 9K35 Strela-10,
  - 9K35 Strela-10 trong các phiên bản khác nhau (M/M1/M2/M3 và M4),
- Hệ thống phòng không 9M337 Sosna-R (Thay thế cho 9K35 Strela-10),[4]
- Hệ thống phòng thủ tầm cực gần trên tàu Palma/Palash.